# Richard Kazadi Kamba
Richard Kazadi Kamba (Lubumbashi, República Democrática do Congo, 6 de dezembro de 1964) é um clérigo congolês e bispo católico romano de Kolwezi.
Depois de concluir o curso preparatório, Richard Kazadi Kamba estudou filosofia no seminário de Lubumbashi de 1986 a 1989 e teologia na Universidade Católica do Congo de 1989 a 1992. O Bispo de Mbujimayi, Tharcisse Tshibangu Tshishiku, ordenou-o diácono em 25 de março de 1992 na igreja Reine des Apôtres em Kinshasa. Em 19 de setembro de 1992, recebeu o sacramento da ordenação para a Arquidiocese de Lubumbashi do Arcebispo Eugène Kabanga Songasonga.
Trabalhou na pastoral paroquial até 1994 e durante este tempo obteve a licenciatura em teologia pela Université Catholique du Congo. No ano seguinte foi notário na corte diocesana, professor de teologia no seminário e vigário paroquial na Catedral de Lubumbashi. De 1995 a 1998 foi capelão e pároco de uma casa de repouso em Kinshasa. Durante este período obteve a licenciatura em filosofia e foi professor de catequese no Seminário João XXIII, em Kinshasa. Nos dez anos seguintes foi liberado para estudar em Roma. De 1998 a 2003 estudou na Pontifícia Universidade Gregoriana, onde obteve o doutorado em dogmática. De 2004 a 2006, completou seus estudos de doutorado em filosofia na Pontifícia Universidade Antonianum. Durante seus estudos foi também capelão em Viterbo de 2000 a 2007. Além de professor visitante na Faculdade Teológica Jesuíta de Abidjan, foi subregente e professor de teologia, filosofia e comunicação social no seminário de Lubumbashi de 2008 a 2010. De 2010 a 2012, chefiou a comissão para a preparação do segundo sínodo diocesano da Arquidiocese de Lubumbashi e depois a comissão para a implementação das decisões deste sínodo. De 2010 até a sua nomeação como bispo, foi secretário e assessor de imprensa da Assembleia Episcopal da Província Eclesiástica de Lubumbashi. Desde 2019, é também secretário técnico da Comissão Preparatória do III Congresso Eucarístico Nacional.
Em 11 de janeiro de 2022, o Papa Francisco nomeou-o Bispo de Kolwezi. O Núncio Apostólico na República Democrática do Congo, Dom Ettore Balestrero, ordenou-o bispo em 7 de maio do mesmo ano. Os co-consagradores foram o Arcebispo de Lubumbashi, Fulgence Muteba Mugalu, e seu antecessor em Kolwesi, Nestor Ngoy Katahwa.